# Andrea Diprè
Andrea Diprè es un crítico de arte y productor pornográfico italiano. Tuvo una breve carrera política en La Margherita y la Liga Norte.

## Primeros años y educación
Andrea nació en Tione di Trento. Se licenció en Derecho en la Universidad de Trento y más tarde se convirtió en abogado en ejercicio tras formarse en el Tribunal de Nápoles.

## Carrera profesional
Andrea comenzó su carrera como presidente del Consejo Pastoral Provincial y obtuvo reconocimiento gracias a su columna "Vita in Diocesi", emitida en el programa de televisión regional Telepace. En particular, sus críticas a la sociedad adquirieron relevancia cuando se incluyeron extractos de su columna en el programa de televisión Blob.
Tras su breve carrera política, a principios de la década de 2000 se dedicó al arte. Andrea fundó su propio canal de televisión "Diprè TV" en la plataforma italiana de televisión por satélite Sky Italia, donde presentaba su propio programa en el que presentaba y promocionaba a pequeños artistas independientes y sus obras de arte. De 2001 a 2012, fue presentador de varias exposiciones, como "Le scelte di Andrea Diprè", en las que se mostraba a pintores menos conocidos. Apareció en varios programas de la televisión italiana como invitado, como La Grande Notte del Lunedì de Gene Gnocchi, Artù y Maurizio Costanzo Show.
Andrea ha seguido una carrera musical como artista independiente, publicando sus singles en plataformas de streaming y en las redes sociales.
Colaboró con el rapero italiano Bello FiGo, que le dedicó su canción Andrea Diprè y le incluyó en su parodia de la canción CoCo de O.T. Genasis. Aparece como estrella invitada en el vídeo musical de Pettinero de Il Pagante.

## Vida privada
Andrea mantuvo una relación sentimental con la actriz italiana Sara Tommasi. En 2015 la pareja anunció su próxima boda, acogida con gran entusiasmo por el público, pero nunca llegó a celebrarse. Su relación fue objeto de una gran polémica que derivó en un escándalo mediático.
Los raperos italianos J-Ax y Fedez se refirieron al escándalo en su tema Pieno di Stronzi, mencionando a Andrea Diprè y Sara Tommasi en la letra de la canción.
Más tarde se casó con la actriz pornográfica Riley Steele en 2015 en Van Nuys, Los Ángeles. La pareja se divorció en 2018.
En marzo del 2025 protagonizó un incidente en el aeropuerto internacional de Santa Cruz de Tenerife, en la isla de Tenerife, archipiélago de las Islas Canarias, en España. En un breve enfrentamiento con fuerzas del orden, y tras alardear de su condición de abogado, recibió la contestación "¿abogado?, abogado el que tengo aquí colgado" por parte de un agente de la Guardia Civil de Fronteras, que rápidamente se hizo viral.